# إموري جونسون
إموري جونسون (بالإنجليزية: Emory Johnson)‏ هو كاتب سيناريو ومنتج أفلام ومخرج وممثل أمريكي، ولد في 16 مارس 1894 في سان فرانسيسكو في الولايات المتحدة، وتوفي في 18 أبريل 1960 في سان ماتيو في الولايات المتحدة.

## وصلات خارجية
- إموري جونسون على موقع IMDb (الإنجليزية)
- إموري جونسون على موقع تيرنر كلاسيك موفيز (الإنجليزية)
- إموري جونسون على موقع أول موفي (الإنجليزية)
- إموري جونسون على موقع قاعدة بيانات الأفلام السويدية (السويدية)
- إموري جونسون على موقع قاعدة بيانات الفيلم (الإنجليزية)
- إموري جونسون على موقع كينوبويسك (الروسية)